# Myrmeciza
Myrmeciza är ett fågelsläkte i familjen myrfåglar inom ordningen tättingar. Tidigare omfattade det över 20 arter som förekommer i Latinamerika från Nicaragua till nordvästra Bolivia och norra Bolivia. DNA-studier visar dock arterna inte är varandras närmaste släktingar, varför alla utom typarten vitbukig myrfågel (M. longipes) brutits ut till egna släkten, enligt följande:
- Släkte Aprositornis
  - Yapacanamyrfågel (A. disjuncta)
- Släkte Poliocrania
  - Brunryggig myrfågel (P. exsul)
- Släkte Myrmoderus
  - Rostryggig myrfågel (M. ferrugineus)
  - Gråbrynad myrfågel (M. eowilsoni) – nyligen beskriven art
  - Vattrad myrfågel (M. ruficaudus)
  - Vithakad myrfågel (M. loricatus)
  - Svartkindad myrfågel (M. squamosus)
- Släkte Sipia
  - Mörkryggig myrfågel (S. laemosticta)
  - Magdalenamyrfågel (S. palliata)
  - Stubbstjärtad myrfågel (S. berlepschi)
  - Esmeraldasmyrfågel (S. nigricauda)
- Släkte Ammonastes
  - Gråbukig myrfågel (A. pelzelni)
- Släkte Sciaphylax
  - Maynasmyrfågel (S. castanea)
  - Kastanjestjärtad myrfågel (S. hemimelaena)
- Släkte Myrmophylax
  - Svartstrupig myrfågel (M. atrothorax)
- Släkte Akletos
  - Vitskuldrad myrfågel (M. melanoceps)
  - Amahuacamyrfågel (M. goeldii)
- Släkte Myrmelastes – tillsammans med arterna i Schistocichla
  - Blygrå myrfågel (M. hyperythrus)
- Släkte Hafferia
  - Sotmyrfågel (M. fortis)
  - Blåtyglad myrfågel (M. immaculata)
  - Chocómyrfågel (M. zeledoni)
- Släkte Ampelornis
  - Gråhuvad myrfågel (M. griseiceps)